# Carapa mangarevensis
Carapa mangarevensis är en tvåhjärtbladig växtart som beskrevs av Kenfack & Issembe. Carapa mangarevensis ingår i släktet Carapa och familjen Meliaceae. Inga underarter finns listade i Catalogue of Life.